# Pandivere
Pandivere – wieś w Estonii, w prowincji Virumaa Zachodnia, w gminie Väike-Maarja.